# Tetrabezzia diazi
Tetrabezzia diazi är en tvåvingeart som beskrevs av Meillon 1961. Tetrabezzia diazi ingår i släktet Tetrabezzia och familjen svidknott.
Artens utbredningsområde är Madagaskar. Inga underarter finns listade i Catalogue of Life.